# Увеличение пениса
Увеличение пениса или лигаментотомия — это операция по увеличению полового члена. Основная причина для операции — дисморфофобия пениса и удлинение из-за врожденного или приобретенного микропениса. Операция имеет широкое распространение.

## Причины для операции
Основная причина для обращения за увеличением пениса кроется в беспокойстве о размере или дисморфофобию пениса (искаженном восприятие размера). Большинство мужчин, обращающихся за операцией по увеличению пениса, имеют нормальный размер пениса. Причиной также может быть удлиннение из-за врожденного или приобретенного микропениса.

## Эффективность
По результатам нескольких небольших исследований, 60-90% отмечают значительное повышение сексуальной самооценки и улучшение функционирования после операции, что "<...> [с некоторыми оговорками] делают аугментационную фаллопластику разумным методом лечения строго отобранных и тщательно информированных молодых взрослых, страдающих от дисморфофобии пениса".

## Методы
Стандартные хирургические процедуры для такой операции ещё не разработаны. Существуют как минимум следующие методы:
- Лигаментотомия — перерезание уходящей в глубь таза и крепляющаяся к костям таза связки, поддерживающей пенис. После перерезания связки вытягивается внутренняя часть пениса, что увеличивает видимую часть пениса на 3-5 см;
- Аугментационная пенопластика;
- Увеличение объема пениса;
- Увеличение обхвата;
- Увеличение гланд;

Хирургические увеличения пениса связаны с широкими рисками. Так, наиболее частым незначительным осложнением является дерматит (13 %), а серьезным осложнением — раневая инфекция (5,7%). Варианты без хирургического вмешательства гораздо безопаснее при надлежащем использовании. 